# 西堤牛排

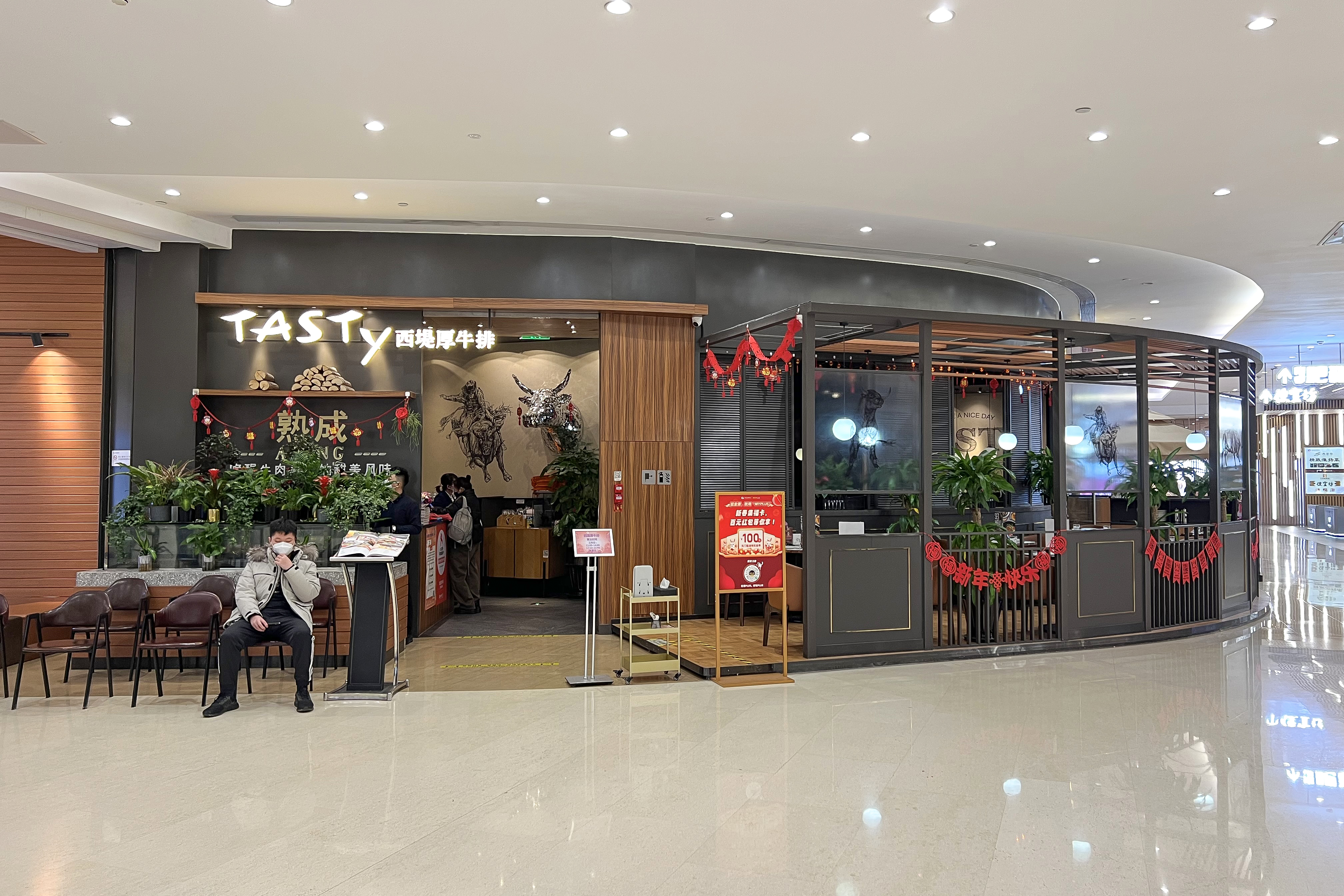
西堤厚牛排北京金源店

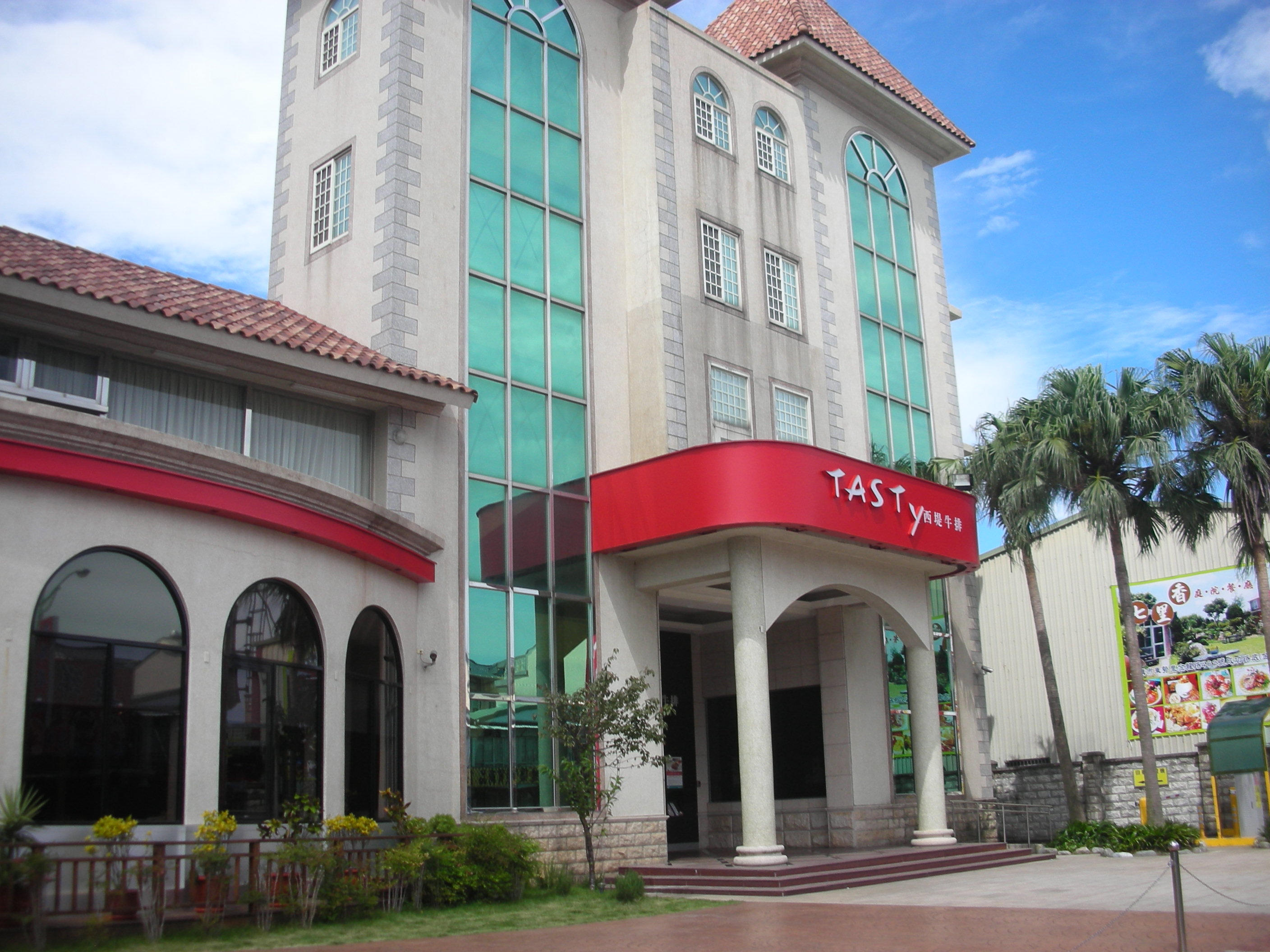
西堤牛排桃園龍潭店

西堤牛排（英語：TASTY）為王品集團旗下的連鎖餐廳品牌，創辦人陳正輝。

## 歷史
- 2001年，TASTY事業處成立。
- 2004年10月，爆發重組牛肉事件[2]。
- 2013年12月，民眾聚餐最愛的連鎖餐廳[3][4]。
- 2013年12月，公司宣佈明年1月底、即農曆大年初一，調漲旗下6大[5]餐飲品牌套餐售價，以因應成本壓力。[6][7]西堤牛排與陶板屋目前均為499元，調價後將漲到518元。。
- 2014年1月，美林證券預估漲價不會影響客流量，反而有利營收及獲利表現。[8]。
- 2018年底，西堤系列518元套餐全面漲價至568元套餐，和服務費一成。使用套餐禮券民眾權益不變。
- 2021年10月25日起，西提經典套餐調漲至598元，和一成服務費。

## 經營理念
誠實(SINCERITY)、群力(TEAMWORK)、創新(INNOVATION)、敏捷
，簡稱 S.T.I.S

## 外部連結
- TASTY西提牛排 （页面存档备份，存于）（中文）（英文）
- 王品瘋美食 （页面存档备份，存于）
- 王品瘋美食  LINE 官方帳號 （页面存档备份，存于）
- 王品瘋美食 APP (ios) （页面存档备份，存于）
- 王品瘋美食 APP (Android) （页面存档备份，存于）
- TASTy 西堤牛排的Facebook專頁
- 王品瘋美食的Facebook專頁
- 王品瘋美食的Instagram帳戶